# Julie Strain
Julie Ann Strain (ur. 18 lutego 1962 w Concord, zm. 10 stycznia 2021) – amerykańska aktorka, reżyserka, producentka filmowa, scenarzystka i modelka. Znana z sesji zdjęciowych w magazynach „Penthouse” i „Playboy”, a także występów w filmach erotycznych z gatunku softcore. Nazywana „Królową filmów klasy B”.

## Życiorys

### Młodość
Urodziła się w Concord w Kalifornii. Ukończyła Pleasant Hill High School i Diablo Valley College w Pleasant Hill. Jako nastolatka interesowała się sportem i kulturystyką. Wraz ze swoim ówczesnym chłopakiem sporo trenowała. Jednak upadek z konia zmienił jej życie, uraz głowy spowodował amnezję, która wymazała większość jej wspomnień. Wyjechała później do Las Vegas, a następnie do Hollywood.

### Kariera
Jako modelka reklamowała m.in. zapalniczki Zippo i płyty CD. Zadebiutowała na ekranie w komedii Egzorcysta 2½ (Repossessed, 1990) z Lindą Blair i Leslie Nielsenem. Rok potem pojawiła się w filmach: Nocne kłopoty (Midnight Heat) z Michaelem Paré, Szukając sprawiedliwości (Out for Justice) z Stevenem Seagalem i Podwójne uderzenie (Double Impact) Sheldona Letticha u boku Jean-Claude'a Van Damme'a. Zagrała ponad 130 ról w niskobudżetowych filmach tzw. klasy B, głównie wykorzystując wizerunek seksbomby, w tym w erotycznych thrillerach i horrorach. Według jej samej, jej wzrost (185 cm) sprawiał, że była obsadzana na ogół jako wiedźma, królowa wampirów, agentka posługująca się bronią. W filmie dokumentalnym z 1998 roku o wyzysku aktorek Some Nudity Required stwierdziła, że lubi grę w filmach klasy B i rozbierałaby się nawet, gdyby jej nie płacili.
Pozowała również do zdjęć erotycznych w magazynach. W czerwcu 1991 zdobyła tytuł „Maskotki miesiąca” magazynu „Penthouse”, a w 1993 magazyn „Penthouse” przyznał jej tytuł „Maskotki roku”.
W 1997 Heavy Metal opublikował jej autobiografię Six Foot One and Worth the Climb.
Z czasem stała się modelką i muzą grafików łączących erotykę z fantastyką. Do tego gatunku można zaliczyć też film animowany Heavy Metal 2000 (2000) i grę Heavy Metal: F.A.K.K.² (2000), w których również grała. W filmie fantastyczno-naukowym BattleQueen 2020 (2001) wystąpiła jako Gayle u boku Jeffa Wincotta.

## Życie prywatne
W latach 1995–2008 była żoną rysownika Kevina Eastmana, który jest jednym z twórców Wojowniczych Żółwi Ninja. Mają syna Shane’a (ur. 2006). Wiele z jej młodości zostało wymazane z jej pamięci, ponieważ cierpiała na amnezję wsteczną z powodu ciężkiego urazu głowy, kiedy spadła z konia. W listopadzie 2018 ogłoszono, że znajduje się w późnych stadiach demencji, uważanej za wynik tego urazu, i otrzymywała opiekę hospicyjną w domu.

## Filmografia
- Egzorcysta 2½ (Repossessed, 1990) jako akrobatka
- Szukając sprawiedliwości (Out for Justice, 1991) jako Roxanne Ford
- Playboy: Sexy Lingerie III (1991)
- Podwójne uderzenie (Double Impact, 1991) jako studentka
- Playboy: Sexy Lingerie IV (1992)
- Penthouse: Ready to Ride (1992)
- Penthouse: The All-Pet Workout (1993)
- Virtual Photo Shoot: Volume One (1993)
- Ukochany gryzoń (1993) jako biegaczka
- Naga broń 33⅓: Ostateczna zniewaga (The Naked Gun 33⅓: The Final Insult, 1994) jako Dominatrix
- Penthouse: Party with the Pets (1994)
- Gliniarz z Beverly Hills III (Beverly Hills Cop III, 1994) jako dziewczyna Annihilator
- Słoneczny patrol (Baywatch, 1994) jako windsurferka
- Sex Symbol Dynasty: Woman Behind the Dynasty (1996)
- Bad Girls (1996)
- Some Nudity Required (1998) (dokument, jako ona sama)
- Playboy: Rising Stars and Sexy Starlets (1998)
- The Dark Side of Hollywood (1998)
- Fetish Paradise (1999)
- Amy and Julie (2000)
- Playboy Exposed: Playboy Mansion Parties Uncensored (2001)
- Vampira: The Movie (2006)
- Chantal (2007) jako Morgana
- Space Girls in Beverly Hills (2009) jako królowa Ziba

## Gry komputerowe
- Heavy Metal 2000 (2000) jako Julie (głos)
- Heavy Metal: F.A.K.K.² (2000) jako Julie (głos)